# Mexico op de Olympische Zomerspelen 2024
Mexico nam deel aan de Olympische Zomerspelen 2024 in Parijs, Frankrijk.

## Medailleoverzicht
| Medaille | Naam                                             | Sport          | Onderdeel                | Datum      |
| -------- | ------------------------------------------------ | -------------- | ------------------------ | ---------- |
| Zilver   | Prisca Awiti Alcaraz                             | Judo           | Half midden -63 kg (v)   | 30 juli    |
| Zilver   | Juan Celaya Osmar Olvera                         | Schoonspringen | 3 m plank synchroon (m)  | 2 augustus |
| Zilver   | Marco Verde                                      | Boksen         | Weltergewicht -71 kg (m) | 9 augustus |
|          |                                                  |                |                          |            |
| Brons    | Ángela Ruiz Alejandra Valencia Ana Paula Vázquez | Boogschieten   | team (v)                 | 28 juli    |
| Brons    | Osmar Olvera                                     | Schoonspringen | 3 m plank (m)            | 8 augustus |

## Aantal Deelnemers
Hieronder volgt een overzicht van de atleten die zich reeds gekwalificeerd hebben voor de Olympische Zomerspelen van 2024.
| Sport            | Mannen | Vrouwen | Totaal |
| ---------------- | ------ | ------- | ------ |
| Atletiek         | 9      | 9       | 18     |
| Badminton        | 1      | 0       | 1      |
| Boksen           | 2      | 2       | 4      |
| Boogschieten     | 3      | 3       | 6      |
| Gewichtheffen    | 0      | 1       | 1      |
| Golf             | 2      | 2       | 4      |
| Gymnastiek       | 0      | 8       | 8      |
| Judo             | 0      | 2       | 2      |
| Kanovaren        | 0      | 3       | 3      |
| Moderne vijfkamp | 2      | 2       | 4      |
| Paardensport     | 3      | 0       | 3      |
| Roeien           | 2      | 1       | 3      |
| Schermen         | 1      | 0       | 1      |
| Schietsport      | 2      | 3       | 5      |
| Schoonspringen   | 5      | 4       | 9      |
| Surfen           | 1      | 0       | 1      |
| Synchroonzwemmen | 0      | 8       | 8      |
| Taekwondo        | 1      | 1       | 2      |
| Tafeltennis      | 1      | 1       | 2      |
| Triatlon         | 2      | 2       | 4      |
| Wielersport      | 2      | 6       | 8      |
| Worstelen        | 2      | 0       | 2      |
| Zeilen           | 0      | 2       | 2      |
| Zwemmen          | 4      | 2       | 6      |
| totaal           | 45     | 62      | 107    |

## Deelnemers en Resultaten

### Atletiek

#### Loopnummers
Mannen
| atleet           | onderdeel          | series | series | herkansingen | herkansingen | halve finale | halve finale | finale | finale |
| atleet           | onderdeel          | tijd   | rang   | tijd         | rang         | tijd         | rang         | tijd   | rang   |
| ---------------- | ------------------ | ------ | ------ | ------------ | ------------ | ------------ | ------------ | ------ | ------ |
| Tonatiú López    | 800m               |        |        |              |              |              |              |        |        |
| José Luis Doctor | 20 km snelwandelen | n.v.t. | n.v.t. | n.v.t.       | n.v.t.       | n.v.t.       | n.v.t.       |        |        |
| Andrés Olivas    | 20 km snelwandelen | n.v.t. | n.v.t. | n.v.t.       | n.v.t.       | n.v.t.       | n.v.t.       |        |        |
| Noel Chama       | 20 km snelwandelen | n.v.t. | n.v.t. | n.v.t.       | n.v.t.       | n.v.t.       | n.v.t.       |        |        |

Vrouwen
| atlete               | onderdeel          | voorronde | voorronde | series | series | herkansingen | herkansingen | halve finale | halve finale | finale | finale |
| atlete               | onderdeel          | tijd      | rang      | tijd   | rang   | tijd         | rang         | tijd         | rang         | tijd   | rang   |
| -------------------- | ------------------ | --------- | --------- | ------ | ------ | ------------ | ------------ | ------------ | ------------ | ------ | ------ |
| Cecilia Tamayo-Garza | 100 m              |           |           |        |        | n.v.t.       | n.v.t.       |              |              |        |        |
| Cecilia Tamayo-Garza | 200 m              | n.v.t.    | n.v.t.    |        |        |              |              |              |              |        |        |
| Paola Morán          | 400 m              | n.v.t.    | n.v.t.    |        |        |              |              |              |              |        |        |
| Alma Delia Cortés    | 5000 m             | n.v.t.    | n.v.t.    |        |        | n.v.t.       | n.v.t.       | n.v.t.       | n.v.t.       |        |        |
| Laura Galván         | 5000 m             | n.v.t.    | n.v.t.    |        |        | n.v.t.       | n.v.t.       | n.v.t.       | n.v.t.       |        |        |
| Citlali Cristian     | marathon           | n.v.t.    | n.v.t.    | n.v.t. | n.v.t. | n.v.t.       | n.v.t.       | n.v.t.       | n.v.t.       |        |        |
| Margarita Hernández  | marathon           | n.v.t.    | n.v.t.    | n.v.t. | n.v.t. | n.v.t.       | n.v.t.       | n.v.t.       | n.v.t.       |        |        |
| Alegna González      | 20 km snelwandelen | n.v.t.    | n.v.t.    | n.v.t. | n.v.t. | n.v.t.       | n.v.t.       | n.v.t.       | n.v.t.       |        |        |
| Ilse Guerrero        | 20 km snelwandelen | n.v.t.    | n.v.t.    | n.v.t. | n.v.t. | n.v.t.       | n.v.t.       | n.v.t.       | n.v.t.       |        |        |
| Alejandra Ortega     | 20 km snelwandelen | n.v.t.    | n.v.t.    | n.v.t. | n.v.t. | n.v.t.       | n.v.t.       | n.v.t.       | n.v.t.       |        |        |

Gemengd
| atlete                     | onderdeel             | finale | finale |
| atlete                     | onderdeel             | tijd   | rang   |
| -------------------------- | --------------------- | ------ | ------ |
| Alegna González Ever Palma | marathon snelwandelen |        |        |

#### Technische nummers
Mannen
| atleet         | onderdeel      | kwalificaties | kwalificaties | finale  | finale |
| atleet         | onderdeel      | afstand       | rang          | afstand | rang   |
| -------------- | -------------- | ------------- | ------------- | ------- | ------ |
| Diego del Real | hamerslingeren |               |               |         |        |
| Erick Portillo | hoogspringen   |               |               |         |        |
| Edgar Rivera   | hoogspringen   |               |               |         |        |
| Uziel Muñoz    | kogelstoten    |               |               |         |        |

### Badminton
Mannen
| atleet             | onderdeel | groepsfase              | groepsfase                   | groepsfase           | groepsfase | eliminatie           | kwartfinale          | halve finale         | finale / BM          | finale / BM    |
| atleet             | onderdeel | tegenstander uitslag    | tegenstander uitslag         | tegenstander uitslag | rang       | tegenstander uitslag | tegenstander uitslag | tegenstander uitslag | tegenstander uitslag | rang           |
| ------------------ | --------- | ----------------------- | ---------------------------- | -------------------- | ---------- | -------------------- | -------------------- | -------------------- | -------------------- | -------------- |
| Luis Ramón Garrido | enkelspel | Chou T-c V 17-21, 13-21 | Lee C Y V 5-21, 21-15, 17-21 | n.v.t.               | 3          | niet geplaatst       | niet geplaatst       | niet geplaatst       | niet geplaatst       | niet geplaatst |

### Boksen
Mannen
| atleet                | onderdeel     | eerste ronde         | tweede ronde         | kwartfinale          | halve finale         | finale               | rang           |
| atleet                | onderdeel     | tegenstander uitslag | tegenstander uitslag | tegenstander uitslag | tegenstander uitslag | tegenstander uitslag | rang           |
| --------------------- | ------------- | -------------------- | -------------------- | -------------------- | -------------------- | -------------------- | -------------- |
| Miguel Ángel Martínez | lichtgewicht  | bye                  | Abdullaev V 0 - 5    | niet geplaatst       | niet geplaatst       | niet geplaatst       | niet geplaatst |
| Marco Verde           | weltergewicht | bye                  | Vlag van Mozambique  |                      |                      |                      |                |

Vrouwen
| atleet         | onderdeel     | eerste ronde         | tweede ronde         | kwartfinale          | halve finale         | finale               | rang |
| atleet         | onderdeel     | tegenstander uitslag | tegenstander uitslag | tegenstander uitslag | tegenstander uitslag | tegenstander uitslag | rang |
| -------------- | ------------- | -------------------- | -------------------- | -------------------- | -------------------- | -------------------- | ---- |
| Fátima Herrera | vlieggewicht  | Fuertes W 3 - 2      | Çakıroğlu            |                      |                      |                      |      |
| Citlalli Ortiz | weltergewicht | bye                  | Parker               |                      |                      |                      |      |

### Boogschieten
Mannen
| atleet                                    | onderdeel   | plaatsingsronde | plaatsingsronde | eerste ronde         | tweede ronde         | derde ronde          | kwartfinale          | halve finale         | finale / BM          | finale / BM    |
| atleet                                    | onderdeel   | score           | rang            | tegenstander uitslag | tegenstander uitslag | tegenstander uitslag | tegenstander uitslag | tegenstander uitslag | tegenstander uitslag | rang           |
| ----------------------------------------- | ----------- | --------------- | --------------- | -------------------- | -------------------- | -------------------- | -------------------- | -------------------- | -------------------- | -------------- |
| Matías Grande                             | individueel | 676             | 11              | Otgonbold            |                      |                      |                      |                      |                      |                |
| Bruno Martínez                            | individueel | 653             | 44              | Franco               |                      |                      |                      |                      |                      |                |
| Carlos Rojas                              | individueel | 643             | 55              | Tümer                |                      |                      |                      |                      |                      |                |
| Matías Grande Bruno Martínez Carlos Rojas | team        | 1972            | 9               | n.v.t.               | n.v.t.               | Japan V 1 - 5        | niet geplaatst       | niet geplaatst       | niet geplaatst       | niet geplaatst |

Vrouwen
| atleet                                           | onderdeel   | plaatsingsronde | plaatsingsronde | eerste ronde         | tweede ronde         | derde ronde          | kwartfinale          | halve finale         | finale / BM          | finale / BM |
| atleet                                           | onderdeel   | score           | rang            | tegenstander uitslag | tegenstander uitslag | tegenstander uitslag | tegenstander uitslag | tegenstander uitslag | tegenstander uitslag | rang        |
| ------------------------------------------------ | ----------- | --------------- | --------------- | -------------------- | -------------------- | -------------------- | -------------------- | -------------------- | -------------------- | ----------- |
| Ángela Ruiz                                      | individueel | 658             | 24              | Pitman               |                      |                      |                      |                      |                      |             |
| Alejandra Valencia                               | individueel | 669             | 8               | Mucino-Fernandez     |                      |                      |                      |                      |                      |             |
| Ana Paula Vázquez                                | individueel | 659             | 20              | Schwarz              |                      |                      |                      |                      |                      |             |
| Ángela Ruiz Alejandra Valencia Ana Paula Vázquez | team        | 1986            | 3               | n.v.t.               | n.v.t.               | bye                  | Duitsland W 5 - 1    | China V 3 - 5        | Nederland W 6 - 2    | Brons       |

Gemengd
| atleet                           | onderdeel | plaatsingsronde | plaatsingsronde | eerste ronde         | kwartfinale          | halve finale         | finale / BM          | finale / BM |
| atleet                           | onderdeel | score           | rang            | tegenstander uitslag | tegenstander uitslag | tegenstander uitslag | tegenstander uitslag | rang        |
| -------------------------------- | --------- | --------------- | --------------- | -------------------- | -------------------- | -------------------- | -------------------- | ----------- |
| Matías Grande Alejandra Valencia | team      | 1345            | 7               | Brazilië             |                      |                      |                      |             |

### Gewichtheffen
Vrouwen
| atlete       | onderdeel | trekken | trekken | stoten | stoten | totaal | rang |
| atlete       | onderdeel | score   | rang    | score  | rang   | totaal | rang |
| ------------ | --------- | ------- | ------- | ------ | ------ | ------ | ---- |
| Janeth Gómez | -59 kg    |         |         |        |        |        |      |

### Golf
| atleet        | onderdeel | eerste ronde | tweede ronde | derde ronde | vierde ronde | totaal | totaal | totaal |
| atleet        | onderdeel | score        | score        | score       | score        | score  | par    | rang   |
| ------------- | --------- | ------------ | ------------ | ----------- | ------------ | ------ | ------ | ------ |
| Abraham Ancer | mannen    |              |              |             |              |        |        |        |
| Carlos Ortiz  | mannen    |              |              |             |              |        |        |        |
| María Fassi   | vrouwen   |              |              |             |              |        |        |        |
| Gaby López    | vrouwen   |              |              |             |              |        |        |        |

### Gymnastiek

#### Turnen
Vrouwen
| Turnster(s)      | Onderdeel | Kwalificatie | Kwalificatie | Kwalificatie | Kwalificatie | Kwalificatie | Kwalificatie | Finale         | Finale         | Finale         | Finale         | Finale         | Finale         |
| Turnster(s)      | Onderdeel | Toestel      | Toestel      | Toestel      | Toestel      | Totaal       | Plaats       | Toestel        | Toestel        | Toestel        | Toestel        | Totaal         | Plaats         |
| Turnster(s)      | Onderdeel | Sprong       | Brug         | Balk         | Vloer        | Totaal       | Plaats       | Sprong         | Brug           | Balk           | Vloer          | Totaal         | Plaats         |
| ---------------- | --------- | ------------ | ------------ | ------------ | ------------ | ------------ | ------------ | -------------- | -------------- | -------------- | -------------- | -------------- | -------------- |
| Alexa Moreno     | meerkamp  | 14.166       | 12.633       | 11.200       | 12.800       | 50.799       | 43           | niet geplaatst | niet geplaatst | niet geplaatst | niet geplaatst | niet geplaatst | niet geplaatst |
| Ahtziri Sandoval | meerkamp  | 12.500       | 12.266       | 11.733       | 11.833       | 48.332       | 54           | niet geplaatst | niet geplaatst | niet geplaatst | niet geplaatst | niet geplaatst | niet geplaatst |
| Natalia Escalera | brug      | n.v.t.       | 12.800       | n.v.t.       | n.v.t.       | n.v.t.       | 52           | n.v.t.         | niet geplaatst | n.v.t.         | n.v.t.         | n.v.t.         | niet geplaatst |

#### Ritmisch
| atleten                                                                   | onderdeel | kwalificatie | kwalificatie         | kwalificatie | kwalificatie | finale   | finale               | finale | finale |
| atleten                                                                   | onderdeel | 5 linten     | 3 knotsen, 2 hoepels | totaal       | rang         | 5 linten | 3 knotsen, 2 hoepels | totaal | rang   |
| ------------------------------------------------------------------------- | --------- | ------------ | -------------------- | ------------ | ------------ | -------- | -------------------- | ------ | ------ |
| Dalia Alcocer Sofía Flores Julia Gutiérrez Kimberly Salazar Adirem Tejeda | team      |              |                      |              |              |          |                      |        |        |

### Judo
Vrouwen
| atleet           | onderdeel | eerste ronde         | tweede ronde         | kwartfinale          | halve finale         | herkansing           | finale / BM          | finale / BM    |
| atleet           | onderdeel | tegenstander uitslag | tegenstander uitslag | tegenstander uitslag | tegenstander uitslag | tegenstander uitslag | tegenstander uitslag | rang           |
| ---------------- | --------- | -------------------- | -------------------- | -------------------- | -------------------- | -------------------- | -------------------- | -------------- |
| Paulina Martínez | −52 kg    | Ballhaus V 0 - 11    | niet geplaatst       | niet geplaatst       | niet geplaatst       | niet geplaatst       | niet geplaatst       | niet geplaatst |
| Prisca Awiti     | −63 kg    | EOR Shaheen W 10 - 0 | Szymańska W 01 - 00  | Piovesana W 01 - 00  | Krišto W 11 - 00     | bye                  | Leški V1 - 10        | Zilver         |

### Kanovaren

#### Kayak Cross
| Atleet        | Onderdeel      | Kwalificatie | Kwalificatie | Kwartfinale | Kwartfinale | Halve finale | Halve finale | Finale | Finale |
| Atleet        | Onderdeel      | Tijd         | Rang         | Tijd        | Rang        | Tijd         | Rang         | Tijd   | Rang   |
| ------------- | -------------- | ------------ | ------------ | ----------- | ----------- | ------------ | ------------ | ------ | ------ |
| Sofía Reinoso | KX-1 (vrouwen) |              |              |             |             |              |              |        |        |

#### Slalom
Vrouwen
| atlete        | onderdeel  | series | series | series | series | series    | series | halve finale   | halve finale   | finale         | finale         |
| atlete        | onderdeel  | run 1  | rang   | run 2  | rang   | beste run | rang   | tijd           | rang           | tijd           | rang           |
| ------------- | ---------- | ------ | ------ | ------ | ------ | --------- | ------ | -------------- | -------------- | -------------- | -------------- |
| Sofía Reinoso | K-1 slalom | 122.40 | 24     | 120.93 | 25     | 120.93    | 25     | niet geplaatst | niet geplaatst | niet geplaatst | niet geplaatst |

#### Sprint
Vrouwen
| atleet                        | onderdeel | series | series | kwartfinale | kwartfinale | halve finale | halve finale | finale | finale |
| atleet                        | onderdeel | tijd   | rang   | tijd        | rang        | tijd         | rang         | tijd   | rang   |
| ----------------------------- | --------- | ------ | ------ | ----------- | ----------- | ------------ | ------------ | ------ | ------ |
| Karina Alanís Beatriz Briones | K-2 500 m |        |        |             |             |              |              |        |        |

### Moderne vijfkamp
| atleet             | onderdeel | schermen (degen) | schermen (degen) | schermen (degen) | schermen (degen) | zwemmen (200 m vrije slag) | zwemmen (200 m vrije slag) | zwemmen (200 m vrije slag) | paardrijden (springen) | paardrijden (springen) | paardrijden (springen) | combinatie: schieten/lopen (10 m luchtpistool)/(3200 m) | combinatie: schieten/lopen (10 m luchtpistool)/(3200 m) | combinatie: schieten/lopen (10 m luchtpistool)/(3200 m) | totaal punten | rang |
| atleet             | onderdeel | RR               | BR               | rang             | punten           | tijd                       | rang                       | punten                     | strafpunten            | rang                   | punten                 | tijd                                                    | rang                                                    | punten                                                  | totaal punten | rang |
| ------------------ | --------- | ---------------- | ---------------- | ---------------- | ---------------- | -------------------------- | -------------------------- | -------------------------- | ---------------------- | ---------------------- | ---------------------- | ------------------------------------------------------- | ------------------------------------------------------- | ------------------------------------------------------- | ------------- | ---- |
| Emiliano Hernandez | mannen    |                  |                  |                  |                  |                            |                            |                            |                        |                        |                        |                                                         |                                                         |                                                         |               |      |
| Duilio Carrillo    | mannen    |                  |                  |                  |                  |                            |                            |                            |                        |                        |                        |                                                         |                                                         |                                                         |               |      |
| Mariana Arceo      | vrouwen   |                  |                  |                  |                  |                            |                            |                            |                        |                        |                        |                                                         |                                                         |                                                         |               |      |
| Mayan Oliver       | vrouwen   |                  |                  |                  |                  |                            |                            |                            |                        |                        |                        |                                                         |                                                         |                                                         |               |      |

### Paardensport

#### Jumping
| ruiter                                     | paard                   | onderdeel   | kwalificatie | kwalificatie | finale      | finale | finale | jump-off    | jump-off | jump-off |
| ruiter                                     | paard                   | onderdeel   | strafpunten  | rang         | strafpunten | tijd   | rang   | strafpunten | tijd     | rang     |
| ------------------------------------------ | ----------------------- | ----------- | ------------ | ------------ | ----------- | ------ | ------ | ----------- | -------- | -------- |
| Antonio Chedraui                           | H-Lucky Retto           | individueel |              |              |             |        |        |             |          |          |
| Eugenio Garza                              | Contago                 | individueel |              |              |             |        |        |             |          |          |
| Carlos Hank                                | H5 Porthos Maestro WH Z | individueel |              |              |             |        |        |             |          |          |
| Antonio Chedraui Eugenio Garza Carlos Hank | zie hierboven           | team        |              |              |             |        |        |             |          |          |

### Roeien
Mannen
| atleet                       | onderdeel         | series  | series | herkansingen | herkansingen | kwartfinale | kwartfinale | halve finale | halve finale | finale | finale |
| atleet                       | onderdeel         | tijd    | rang   | tijd         | rang         | tijd        | rang        | tijd         | rang         | tijd   | rang   |
| ---------------------------- | ----------------- | ------- | ------ | ------------ | ------------ | ----------- | ----------- | ------------ | ------------ | ------ | ------ |
| Miguel Carballo Alexis López | lichte dubbeltwee | 6:37.46 | 4 H    | 6:47.60      | 3 HA/B       | n.v.t.      | n.v.t.      |              |              |        |        |

Vrouwen
| atleet        | onderdeel | series  | series | herkansingen | herkansingen | kwartfinale | kwartfinale | halve finale | halve finale | finale | finale |
| atleet        | onderdeel | tijd    | rang   | tijd         | rang         | tijd        | rang        | tijd         | rang         | tijd   | rang   |
| ------------- | --------- | ------- | ------ | ------------ | ------------ | ----------- | ----------- | ------------ | ------------ | ------ | ------ |
| Kenia Lechuga | skiff     | 7:46.11 | 3 KF   | bye          | bye          | 7:50.35     | 5 HC/D      |              |              |        |        |

Legenda: FA=finale A (medailles); FB=finale B (geen medailles); FC=finale C (geen medailles); FD=finale D (geen medailles); FE=finale E (geen medailles); FF=finale F (geen medailles); HA/B=halve finale A/B; HC/D=halve finale C/D; HE/F=halve finale E/F; KF=kwartfinale; H=herkansing

### Schermen
Mannen
| atleet     | onderdeel | eerste ronde         | tweede ronde         | derde ronde          | kwartfinale          | halve finale         | finale / BM          | finale / BM    |
| atleet     | onderdeel | tegenstander uitslag | tegenstander uitslag | tegenstander uitslag | tegenstander uitslag | tegenstander uitslag | tegenstander uitslag | rang           |
| ---------- | --------- | -------------------- | -------------------- | -------------------- | -------------------- | -------------------- | -------------------- | -------------- |
| Gibrán Zea | sabel     | Fotouhi W 15 - 13    | Bazadze V 6 - 15     | niet geplaatst       | niet geplaatst       | niet geplaatst       | niet geplaatst       | niet geplaatst |

### Schietsport
Mannen
| atleet         | onderdeel              | kwalificaties | kwalificaties | finale         | finale         |
| atleet         | onderdeel              | punten        | rang          | punten         | rang           |
| -------------- | ---------------------- | ------------- | ------------- | -------------- | -------------- |
| Edson Ramírez  | 10 m luchtgeweer       | 628.3         | 19            | niet geplaatst | niet geplaatst |
| Carlos Quezada | 10 m luchtgeweer       | 621.6         | 44            | niet geplaatst | niet geplaatst |
| Carlos Quezada | 50m geweer 3 houdingen |               |               |                |                |

Vrouwen
| atlete             | onderdeel        | kwalificaties | kwalificaties | finale         | finale         |
| atlete             | onderdeel        | punten        | rang          | punten         | rang           |
| ------------------ | ---------------- | ------------- | ------------- | -------------- | -------------- |
| Goretti Zumaya     | 10m luchtgeweer  | 627.4         | 20            | niet geplaatst | niet geplaatst |
| Alejandra Zavala   | 10m luchtpistool | 573           | 17            | niet geplaatst | niet geplaatst |
| Alejandra Zavala   | 25 m pistool     |               |               |                |                |
| Gabriela Rodríguez | skeet            |               |               |                |                |

Gemengd
| atleten                      | onderdeel            | kwalificaties | kwalificaties | finale         | finale         |
| atleten                      | onderdeel            | punten        | rang          | punten         | rang           |
| ---------------------------- | -------------------- | ------------- | ------------- | -------------- | -------------- |
| Edson Ramírez Goretti Zumaya | 10m luchtgeweer team | 628.6         | 7             | niet geplaatst | niet geplaatst |

### Schoonspringen
Mannen
| atleet                      | onderdeel                | series | series | halve finale | halve finale | finale | finale |
| atleet                      | onderdeel                | punten | rang   | punten       | rang         | punten | rang   |
| --------------------------- | ------------------------ | ------ | ------ | ------------ | ------------ | ------ | ------ |
| Kevin Muñoz                 | 3 m plank                |        |        |              |              |        |        |
| Osmar Olvera                | 3 m plank                |        |        |              |              |        |        |
| Osmar Olvera Rodrigo Diego  | 3 m plank synchroon      | n.v.t. | n.v.t. | n.v.t.       | n.v.t.       |        |        |
| Kevin Berlín                | 10 m toren               |        |        |              |              |        |        |
| Randal Willars              | 10 m toren               |        |        |              |              |        |        |
| Kevin Berlin Randal Willars | 10 meter toren synchroon | n.v.t. | n.v.t. | n.v.t.       | n.v.t.       | 418.65 | 4      |

Vrouwen
| atlete                            | onderdeel                | series | series | halve finale | halve finale | finale | finale |
| atlete                            | onderdeel                | punten | rang   | punten       | rang         | punten | rang   |
| --------------------------------- | ------------------------ | ------ | ------ | ------------ | ------------ | ------ | ------ |
| Alejandra Estudillo               | 3 m plank                |        |        |              |              |        |        |
| Aranza Vázquez                    | 3 m plank                |        |        |              |              |        |        |
| Gabriela Agúndez                  | 10 m toren               |        |        |              |              |        |        |
| Alejandra Orozco                  | 10 m toren               |        |        |              |              |        |        |
| Alejandra Orozco Gabriela Agúndez | 10 meter toren synchroon | n.v.t. | n.v.t. | n.v.t.       | n.v.t.       |        |        |

### Surfen
Mannen
| Atleet       | Onderdeel | Ronde 1 | Ronde 1 | Ronde 2               | Ronde 3              | Kwartfinale          | Halve finale         | Finale / BM          | Finale / BM    |
| Atleet       | Onderdeel | Score   | Rang    | Tegenstander Uitslag  | Tegenstander Uitslag | Tegenstander Uitslag | Tegenstander Uitslag | Tegenstander Uitslag | Rang           |
| ------------ | --------- | ------- | ------- | --------------------- | -------------------- | -------------------- | -------------------- | -------------------- | -------------- |
| Alan Cleland | mannen    | 14.34   | 2       | Criere W 15.17 - 4.43 | Duru V 15.17 - 18.13 | niet geplaatst       | niet geplaatst       | niet geplaatst       | niet geplaatst |

### Synchroonzwemmen
| atlete | onderdeel | technische routine | technische routine | vrije routine (voorronde) | vrije routine (voorronde) | vrije routine (voorronde) | vrije routine (finale) | vrije routine (finale)    | vrije routine (finale) |
| atlete | onderdeel | punten             | rang               | punten                    | totaal (technisch + vrij) | rang                      | punten                 | totaal (technisch + vrij) | rang                   |
| --- | --------- | ------------------ | ------------------ | ------------------------- | ------------------------- | ------------------------- | ---------------------- | ------------------------- | ---------------------- |
| Nuria Diosdado Joana Jiménez                                                                                                | duet      |                    |                    |                           |                           |                           |                        |                           |                        |
| Regina Alférez María Arellano Nuria Diosdado Itzamary González Joana Jiménez Luisa Rodríguez Jessica Sobrino Pamela Toscano | team      |                    |                    | n.v.t.                    | n.v.t.                    | n.v.t.                    |                        |                           |                        |

### Taekwondo
Mannen
| atleet          | onderdeel | kwalificatie         | eerste ronde         | kwartfinale          | halve finale         | herkansing           | finale / BM          | finale / BM |
| atleet          | onderdeel | tegenstander uitslag | tegenstander uitslag | tegenstander uitslag | tegenstander uitslag | tegenstander uitslag | tegenstander uitslag | rang        |
| --------------- | --------- | -------------------- | -------------------- | -------------------- | -------------------- | -------------------- | -------------------- | ----------- |
| Carlos Sansores | +80 kg    |                      |                      |                      |                      |                      |                      |             |

Vrouwen
| atleet        | onderdeel | kwalificatie         | eerste ronde         | kwartfinale          | halve finale         | herkansing           | finale / BM          | finale / BM |
| atleet        | onderdeel | tegenstander uitslag | tegenstander uitslag | tegenstander uitslag | tegenstander uitslag | tegenstander uitslag | tegenstander uitslag | rang        |
| ------------- | --------- | -------------------- | -------------------- | -------------------- | -------------------- | -------------------- | -------------------- | ----------- |
| Daniela Souza | -49 kg    |                      |                      |                      |                      |                      |                      |             |

### Tafeltennis
Mannen
| atleet        | onderdeel | voorronde            | eerste ronde                               | tweede ronde         | derde ronde          | kwartfinale          | halve finale         | finale / BM          | finale / BM    |
| atleet        | onderdeel | tegenstander uitslag | tegenstander uitslag                       | tegenstander uitslag | tegenstander uitslag | tegenstander uitslag | tegenstander uitslag | tegenstander uitslag | rang           |
| ------------- | --------- | -------------------- | ------------------------------------------ | -------------------- | -------------------- | -------------------- | -------------------- | -------------------- | -------------- |
| Marcos Madrid | enkelspel | bye                  | Ovtcharov V 0 - 4 (3-11, 7-11, 3-11, 5-11) | niet geplaatst       | niet geplaatst       | niet geplaatst       | niet geplaatst       | niet geplaatst       | niet geplaatst |

Vrouwen
| atleet                | onderdeel | voorronde            | eerste ronde                               | tweede ronde         | derde ronde          | kwartfinale          | halve finale         | finale / BM          | finale / BM    |
| atleet                | onderdeel | tegenstander uitslag | tegenstander uitslag                       | tegenstander uitslag | tegenstander uitslag | tegenstander uitslag | tegenstander uitslag | tegenstander uitslag | rang           |
| --------------------- | --------- | -------------------- | ------------------------------------------ | -------------------- | -------------------- | -------------------- | -------------------- | -------------------- | -------------- |
| Arantxa Cossio Aceves | enkelspel | bye                  | Polvanova V 0 - 4 (4-11, 3-11, 4-11, 8-11) | niet geplaatst       | niet geplaatst       | niet geplaatst       | niet geplaatst       | niet geplaatst       | niet geplaatst |

### Triatlon
Individueel
| Atleet            | Evenement | Zwemmen(1.5 km) | Rang 1 | Fietsen (40 km) | Rang 2 | Lopen(10 km) | Totaal Tijd | Ranking |
| ----------------- | --------- | --------------- | ------ | --------------- | ------ | ------------ | ----------- | ------- |
| Crisanto Grajales | Mannen    | 21.24           | 33     | 54.34           | 36     | 32.45        | 1.50.02     | 39      |
| Aram Peñaflor     | Mannen    | 23.07           | 47     | 54.27           | 49     | 32.56        | 1.51.46     | 47      |
| Lizeth Rueda      | Vrouwen   | 23.55           | 23     | 57.58           | 18     | 37.52        | 2.01.18     | 30      |
| Rosa María Tapia  | Vrouwen   | 24.12           | 36     | 57.44           | 23     | 35.13        | 1.58.29     | 18      |

Gemengd
| Atleet | Evenement   | Zwemmen (250 m) | Rang 1 | Fietsen (7 km) | Rang 2 | Lopen (1.5 km) | Totaal Groeps tijd | Ranking |
| ------ | ----------- | --------------- | ------ | -------------- | ------ | -------------- | ------------------ | ------- |
|        | Mixed relay |                 |        |                |        |                |                    | n.v.t.  |
|        | Mixed relay |                 |        |                |        |                |                    | n.v.t.  |
|        | Mixed relay |                 |        |                |        |                |                    | n.v.t.  |
|        | Mixed relay |                 |        |                |        |                |                    | n.v.t.  |
| Totaal | Mixed relay | n.v.t.          | n.v.t. | n.v.t.         | n.v.t. | n.v.t.         |                    |         |

### Wielersport

#### Baanwielrennen
Keirin
| atleet          | onderdeel        | ronde 1 | herkansing | kwartfinale | halve finale | finale |
| atleet          | onderdeel        | rang    | rang       | rang        | rang         | rang   |
| --------------- | ---------------- | ------- | ---------- | ----------- | ------------ | ------ |
| Daniela Gaxiola | keirin (vrouwen) |         |            |             |              |        |
| Yuli Verdugo    | keirin (vrouwen) |         |            |             |              |        |

Omnium
| atleet           | onderdeel        | scratchrace | scratchrace | temporace | temporace | afvalrace | afvalrace | puntenrace | puntenrace | totaal punten | rang |
| atleet           | onderdeel        | rang        | punten      | rang      | punten    | rang      | punten    | rang       | punten     | totaal punten | rang |
| ---------------- | ---------------- | ----------- | ----------- | --------- | --------- | --------- | --------- | ---------- | ---------- | ------------- | ---- |
| Ricardo Peña     | omnium (mannen)  |             |             |           |           |           |           |            |            |               |      |
| Victoria Velasco | omnium (vrouwen) |             |             |           |           |           |           |            |            |               |      |

Sprint
| atleet          | onderdeel        | kwalificaties | kwalificaties | ronde 1              | herkansing 1         | ronde 2              | herkansing 2         | ronde 3              | herkansing 3         | kwartfinale          | halve finale         | finale/BM            | finale/BM |
| atleet          | onderdeel        | tijd          | rang          | tegenstander uitslag | tegenstander uitslag | tegenstander uitslag | tegenstander uitslag | tegenstander uitslag | tegenstander uitslag | tegenstander uitslag | tegenstander uitslag | tegenstander uitslag | rang      |
| --------------- | ---------------- | ------------- | ------------- | -------------------- | -------------------- | -------------------- | -------------------- | -------------------- | -------------------- | -------------------- | -------------------- | -------------------- | --------- |
| Daniela Gaxiola | sprint (vrouwen) |               |               |                      |                      |                      |                      |                      |                      |                      |                      |                      |           |
| Yuli Verdugo    | sprint (vrouwen) |               |               |                      |                      |                      |                      |                      |                      |                      |                      |                      |           |

Teamsprint
| atleet                                       | onderdeel            | kwalificatie | kwalificatie | halve finale      | halve finale | finale            | finale |
| atleet                                       | onderdeel            | tijd         | rang         | tegenstander tijd | rang         | tegenstander tijd | rang   |
| -------------------------------------------- | -------------------- | ------------ | ------------ | ----------------- | ------------ | ----------------- | ------ |
| Daniela Gaxiola Jessica Salazar Yuli Verdugo | teamsprint (vrouwen) |              |              |                   |              |                   |        |

#### Mountainbiken
| atleet               | onderdeel               | tijd    | rang |
| -------------------- | ----------------------- | ------- | ---- |
| Adair Prieto         | cross-country (mannen)  | 1:31:42 | 23   |
| Monserrath Rodríguez | cross-country (vrouwen) | -4LAP   | 33   |

#### Wegwielrennen
Vrouwen
| atleet         | onderdeel    | tijd | rang |
| -------------- | ------------ | ---- | ---- |
| Marcela Prieto | wegwedstrijd |      |      |

### Worstelen

#### Vrije stijl
Mannen
| atlete            | onderdeel | eerste ronde         | kwartfinale          | halve finale         | herkansing           | finale / BM          | finale / BM |
| atlete            | onderdeel | tegenstander uitslag | tegenstander uitslag | tegenstander uitslag | tegenstander uitslag | tegenstander uitslag | rang        |
| ----------------- | --------- | -------------------- | -------------------- | -------------------- | -------------------- | -------------------- | ----------- |
| Roman Bravo-Young | −57 kg    |                      |                      |                      |                      |                      |             |
| Austin Gómez      | −65 kg    |                      |                      |                      |                      |                      |             |

### Zeilen
Vrouwen
| atlete(s)       | onderdeel | voorrondes | voorrondes | voorrondes | voorrondes | voorrondes | voorrondes | voorrondes | voorrondes | voorrondes | voorrondes | voorrondes | voorrondes | kwartfinale | halve finale(s) | halve finale(s) | halve finale(s) | halve finale(s) | halve finale(s) | halve finale(s) | finales(s) | finales(s) | finales(s) | finales(s) | finales(s) | finales(s) | rang |
| atlete(s)       | onderdeel | 1          | 2          | 3          | 4          | 5          | 6          | 7          | 8          | 9          | 10         | 11         | 12         | kwartfinale | 1               | 2               | 3               | 4               | 5               | 6               | 1          | 2          | 3          | 4          | 5          | 6          | rang |
| --------------- | --------- | ---------- | ---------- | ---------- | ---------- | ---------- | ---------- | ---------- | ---------- | ---------- | ---------- | ---------- | ---------- | ----------- | --------------- | --------------- | --------------- | --------------- | --------------- | --------------- | ---------- | ---------- | ---------- | ---------- | ---------- | ---------- | ---- |
| Mariana Aguilar | IQFoil    | 15         | 7          | 14         | BDF        | 19         | 18         | 5          |            |            | n.v.t.     | n.v.t.     | n.v.t.     |             |                 |                 |                 |                 |                 |                 |            |            |            |            |            |            |      |

| atlete        | onderdeel | race | race | race | race | race | race | race | race | race | race | race   | race   | race | netto punten | eindnotering |
| atlete        | onderdeel | 1    | 2    | 3    | 4    | 5    | 6    | 7    | 8    | 9    | 10   | 11     | 12     | M    | netto punten | eindnotering |
| ------------- | --------- | ---- | ---- | ---- | ---- | ---- | ---- | ---- | ---- | ---- | ---- | ------ | ------ | ---- | ------------ | ------------ |
| Elena Oetling | ILCA 6    |      |      |      |      |      |      |      |      |      |      | n.v.t. | n.v.t. |      |              |              |

### Zwemmen
Mannen
| Atleet          | Onderdeel        | Series  | Series | Halve finale   | Halve finale   | Finale         | Finale         |
| Atleet          | Onderdeel        | Tijd    | Rang   | Tijd           | Rang           | Tijd           | Rang           |
| --------------- | ---------------- | ------- | ------ | -------------- | -------------- | -------------- | -------------- |
| Gabriel Castaño | 50 m vrije slag  | 21,89   | 11 Q   | 21,99          | 15             | Niet geplaatst | Niet geplaatst |
| Jorge Iga       | 100 m vrije slag | 49,28   | 32     | Niet geplaatst | Niet geplaatst | Niet geplaatst | Niet geplaatst |
| Jorge Iga       | 200 m vrije slag | 1.48,38 | 20     | Niet geplaatst | Niet geplaatst | Niet geplaatst | Niet geplaatst |
| Miguel de Lara  | 100 m schoolslag | DSQ     | DSQ    | Niet geplaatst | Niet geplaatst | Niet geplaatst | Niet geplaatst |
| Miguel de Lara  | 200 m schoolslag | 2.11,16 | 17 q   | 2:11.28        | 16             | niet geplaatst | niet geplaatst |
| Paulo Strehike  | 10km open water  | n.v.t.  | n.v.t. | n.v.t.         | n.v.t.         |                |                |

Vrouwen
| atleet          | onderdeel       | series  | series | halve finale   | halve finale   | finale         | finale         |
| atleet          | onderdeel       | tijd    | rang   | tijd           | rang           | tijd           | rang           |
| --------------- | --------------- | ------- | ------ | -------------- | -------------- | -------------- | -------------- |
| Celia Pulido    | 100m rugslag    | 1:01.10 | 21     | niet geplaatst | niet geplaatst | niet geplaatst | niet geplaatst |
| Martha Sandoval | 10km open water | n.v.t.  | n.v.t. | n.v.t.         | n.v.t.         |                |                |